# Le Gendarme de Saint-Tropez
Le Gendarme de Saint-Tropez - (dansk titel: Moralen svigter i Saint-Tropez) - er en fransk film fra 1964 instrueret af Jean Girault.

## Handling
Tekst mangler, hjælp os med at skrive teksten

## Medvirkende
- Louis de Funès som Ludovic Cruchot
- Geneviève Grad som Nicole Cruchot
- Michel Galabru som Adjudant Jérôme Gerber